# Хенриета Амалия фон Дона
Хенриета Амалия фон Дона (на немски: Henriette Amalia zu Dohna;* 26 февруари 1626, Карвинден, Източна Прусия/Карвини, Полша; † 23 февруари 1655) е графиня и бургграфиня от Дона-Карвинден и чрез женитба графиня и бургграфиня Дона, господарка на Райхертсвалде (Мораг, Силезия), Лаук и Замрод в Прусия, Полша.

## Произход
Тя е втората дъщеря на граф и бургграф Кристоф II фон Дона (1583 – 1637), губернатор на княжество Оранж, и съпругата му графиня Урсула фон Золмс-Браунфелс (1594 – 1657), дъщеря на граф Йохан Албрехт I фон Золмс-Браунфелс (1563 – 1623) и графиня Агнес фон Сайн-Витгенщайн (1568 – 1617).

## Фамилия
Хенриета Амалия фон Дона се омъжва на 22 февруари 1649 г. в Хага за първия си братовчед бургграф и граф Фабиан III цу Дона (* 10 август 1617; † 22 ноември 1668), курбранденбургски държавник, господар на Райхертсвалде, Лаук и Замрод, син на нейния чичо бургграф и граф Фабиан цу Дона, Райхертсвалде и Еберсбах (1577 – 1631) и фрайин Естер фон Хайдек (1585 – 1639). Те имат децата:
- Амалия цу Дона (* ок. 1649; † млада)
- Кристоф Фридрих фон Дона-Лаук (* 19 октомври 1652; † 10 ноември 1734, Райхертсвалде, Силезия), бугграф и граф на Дона-Лак, женен I. на 25 май 1677 г. в Детмолд за графиня Йохана Елизабет фон Липе-Детмолд (* 6 август 1653, Детмолд; † 5 април 1690, Замрот), II. на 22 декември 1692 г. в Драйайхенхайн, Офенбах за пфалцграфиня Елизабет Кристина при Рейн фон Цвайбрюкен-Ландсберг (* 27 октомври 1656, Ландсберг; † 1 август 1707, Райхертсвалде).

Нейният съпруг бургграф и граф Фабиан III цу Дона се жени втори път на 15 септември 1658 г. в 'с-Гравенхаге за Луиза Кристина фон Бредероде (1639 – 1660) и те имат една дъщеря:.
- Мария Луиза/Амалия цу Дона-Лаук (* 17 май 1660?; † сл. 1719), омъжена на 4 май 1701 г. във Вианен за Самсон де л'Хоме де ла Клавелиере († сл. 1710)